# Paul Werner (Medienwissenschaftler)

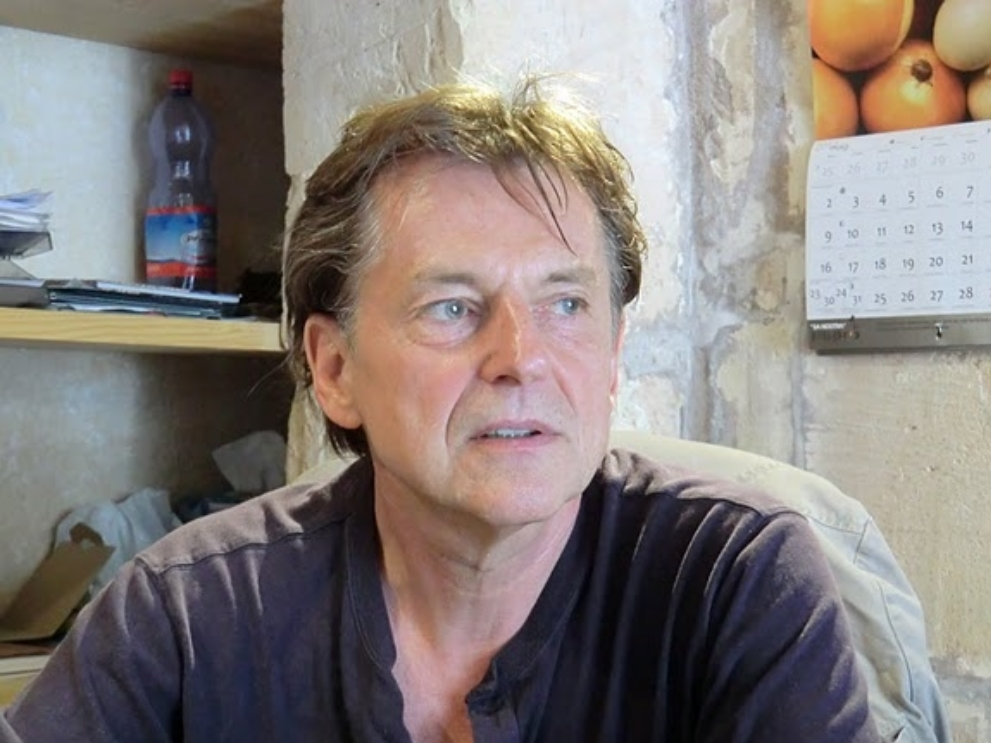
Paul Werner (2015)

Paul Werner (* 13. April 1951 in Schleiden) ist ein deutscher Medienwissenschaftler und Autor.

## Leben
Paul Werner studierte Theater-, Film- und Fernsehwissenschaft, Musikwissenschaft und Kunstgeschichte an der Universität Köln und schloss ab als Magister Artium (ca. 1979) mit einer Arbeit über die Phantastik in den Filmen von Roman Polański. Seitdem arbeitet er als Filmkritiker und Autor von Büchern über Filmthemen. Er lebt in Hamburg-Rotherbaum. Seine Polański-Biografie erschien 2014 auch übersetzt in Polen und in Finnland.
2020 verfasste er das Synchronbuch für die deutsche Fassung von Mika Kaurismäkis Kinofilm Master Cheng in Pohjanjoki. Seitdem ist er regelmäßig als Synchronautor tätig. 

## Schriften
- Roman Polanski. Fischer Taschenbuch-Verlag, Frankfurt am Main 1981, ISBN 3-596-23671-1.
- Göttinnen der Leinwand. Harenberg Verlag, Dortmund 1983, ISBN 3-88379-371-X.
- Film noir. Die Schattenspiele der „schwarzen Serie“. Fischer Taschenbuch-Verlag, Frankfurt am Main 1985, ISBN 3-596-24452-8.
- Rebellin in Hollywood. 13 Porträts des Eigensinns. Zweitausendeins, Frankfurt am Main 1988, ISBN 3-88633-061-3.
- Die Skandalchronik des deutschen Films. Band 1. Fischer Taschenbuch-Verlag, Frankfurt am Main 1990, ISBN 3-596-24471-4.
- Film noir und Neo-Noir. Vertigo-Verlag, München 2000, ISBN 3-934028-01-2 (Erweiterte Neuausgabe ebenda 2005, ISBN 3-934028-11-X).
- POLANSKI. LangenMüller, München 2013, ISBN 978-3-7844-3331-8.